# Miał być ślub
Miał być ślub è il secondo singolo della cantante pop e soul polacca Monika Brodka estratto dal suo secondo album di studio.

## Classifiche
| Classifica (2007) | Posizione massima |
| ----------------- | ----------------- |
| Europa            | 81                |
| Polonia           | 6                 |